# Харламовська Пристань
Харла́мовська Пристань (рос. Харламовская Пристань) — присілок (в минулому селище) у складі Сюмсинського району Удмуртії, Росія.

## Населення
Населення — 8 осіб (2010; 125 в 2002).
Національний склад (2002):
- росіяни — 53 %
- удмурти — 45 %

## Історія
До середини 1990-их років до присілка була проведена гілка Кільмезької вузькоколійної залізниці.

## Урбаноніми[3]
- вулиці — Берегова, Клубна, Селищна, Центральна
- провулки — Озерний, Шкільний